# Pterolophia ligata
Pterolophia ligata là một loài bọ cánh cứng trong họ Cerambycidae.